# Francisco de Eliza
Francisco de Eliza y Reventa (né en 1759 à El Puerto de Santa Maria, actuellement dans la communauté autonome d’Andalousie, en Espagne - décédé le 19 février 1825 à Cadix, actuellement dans la communauté autonome d’Andalousie, en Espagne) est un officier naval, navigateur et explorateur espagnol. Il est notamment connu pour ses voyages dans l'océan Pacifique, le long des côtes du nord-ouest de l'Amérique du Nord (surtout l'actuelle Colombie-Britannique). Il a été le commandant du fort de la baie Nootka, célèbre pour la controverse anglo-espagnole qui s'y déroula.